# Meliton Balantschiwadse

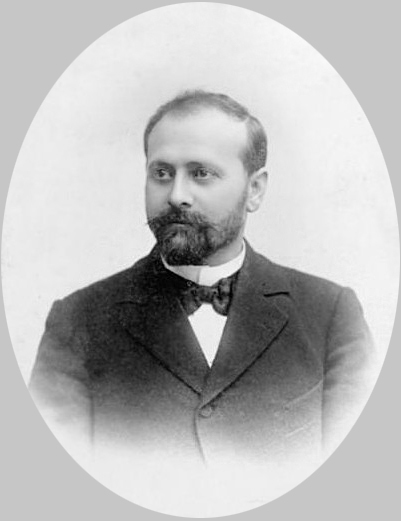
Meliton Balantschiwadse

Meliton Antonis dse Balantschiwadse (georgisch მელიტონ ანტონის ძე ბალანჩივაძე; *  24. Dezember 1862jul. / 5. Januar 1863greg. in Banodscha (in der heutigen Munizipalität Zqaltubo); † 21. November 1937 in Kutaissi) war ein georgischer Komponist, Volksliedsammler und Vater des Choreographen George Balanchine und des Komponisten Andria Balantschiwadse.

## Leben
Meliton Balantschiwadse sang in seiner Kindheit in Kirchenchören und studierte später Komposition am Sankt Petersburger Konservatorium bei Nikolai Rimski-Korsakow und gründete nach der (russischen) Oktoberrevolution in Sowjet-Georgien verschiedene Musikschulen. Balantschiwadse ist der Begründer der nationalen georgischen Romanze und der georgischen Oper mit Die hinterlistige Daredshan nach dem dramatischen Poem Die hinterlistige Tamara von Akaki Zereteli, entstanden 1897 (1912 Petersburg; 2. Fassung 1926 Moskau). Er schrieb weiter 1 Kantate, Revolutionschöre und schuf die Sätze zu zahlreichen georgischen Volksliedern.